# Палац бойових мистецтв Токіо
Пала́ц бойови́х мисте́цтв Токіо або Токійський будо́кан (яп. 東京武道館, とうきょうぶどうかん, МФА: [toːkʲoː budoːkaɴ]) — крита спортивна споруда аренного типу в Японії. Розташована на території парку Аясе в районі Адаті столиці Токіо. Заснована 1989 року. Призначена для проведення змагань з японських бойових мистецтв — дзюдо, кендо, кюдо тощо.